# Felisberto Verano
Felisberto Montenegro Verano (Bislig, 23 augustus 1905 – overlijdensdatum onbekend) was een Filipijns politicus.

## Biografie
Felisberto Verano werd geboren op 23 augustus 1905 in Bislig in de Filipijnse provincie Surigao. Hij behaalde een Bachelor of Arts-diploma en Bachelor of Philosophy and Letters.
Van 1937 tot 1940 was Verano sub-gouverneur van Surigao. Tijdens de Tweede Wereldoorlog was hij actief in de guerrillabeweging in Surigao. Hij was kapitein in de Luzon Guerrilla Area. Na de oorlog was Verano technisch assistent van de Filipijnse president van 1946 tot 1949.
Bij de Filipijnse verkiezingen van 1949 werd Verano namens Surigao gekozen in het Filipijns Huis van Afgevaardigden. Zijn termijn in het Huis, die oorspronkelijk zou duren van 1950 tot 1953, eindigde voortijdig in 1951 toen Verano bij speciale verkiezingen (gelijktijdig met de reguliere verkiezingen) werd gekozen om het restant van de termijn van de tot vicepresident gekozen Fernando Lopez af te maken.

### Boeken
- Bureau of Printing (1950) Second Congress of the Republic of the Philippines: Official Directory of the House of Representatives 1950-1953, Bureau of Printing, Manilla
- Isidro L. Retizos en D. H. Soriano (1957) The Philippines Who's who, Who's Who Publishers, 1st ed.

### Website
- Online Roster of Philippine Legislators, website Filipijns Huis van Afgevaardigden (geraadpleegd op 8 augustus 2015)